# 霍斯沃特水庫
54°31′08″N 2°48′17″W / 54.51889°N 2.80472°W

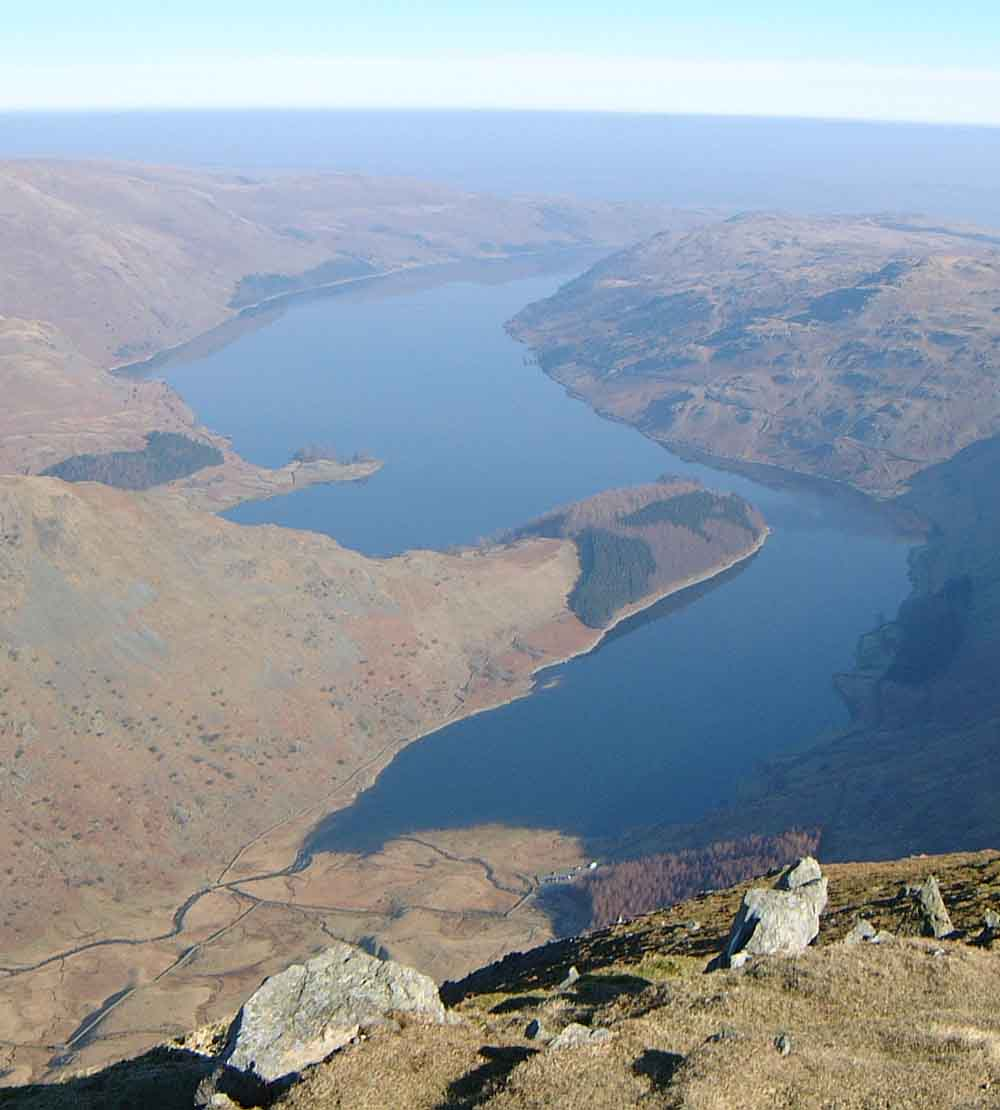

霍斯沃特水庫是英格蘭的湖泊，由湖區負責管轄，長6.7公里、寬0.9公里，面積3.9平方公里，海拔高度246米，平均水深23.4米，最大水深57米，蓄水量3.9立方公里。

## 外部連結
- Lake District Walks - Haweswater
- - Haweswater Estate
- - RSPB （页面存档备份，存于）